# مجلس الهجرة واللاجئين الكندي
مجلس الهجرة واللاجئين الكندي (بالإنجليزية: Immigration and Refugee Board of Canada)‏، (بالفرنسية: Commission de l'immigration et du statut de réfugié du Canada)‏، هي محكمة مستقلة مسؤولة عن اتخاذ احكام نزيهة وعادلة والمتعلقة بأمور الهجرة والجنسية واللاجئين. تتألف من ثلاثة أقسام:
- قسم الهجرة: تتولى وظيفتين رئيسيتين هما إجراء جلسات استماع القبول ومراجعة قرارات حجز الأفراد المخالفين لقوانين الهجرة.
- قسم استئناف أحكام الهجرة: تستمع لطلبات الاستئناف المتعلقة لابالهجرة
- قسم حماية اللاجئين: تأخذ أحكاما حول لجوء أفراد يعيشون في كندا.